# Passaporto cubano
Il passaporto cubano è il documento rilasciato ai cittadini di Cuba che desiderano effettuare viaggi internazionali . 
È valido per sei anni dalla data del rilascio ma deve essere convalidato ogni due anni. 
Il costo è di circa 420 dollari americani ogni due anni se si vive negli Stati Uniti.
Fino a gennaio 2013 coloro che desideravano lasciare il paese dovevano ottenere un permesso di uscita rilasciato direttamente dal governo cubano. Questo vincolo è stato abrogato il 14 gennaio 2013. L'abolizione dell'odiato permesso ha fatto sì che si formassero lunghe file presso gli uffici passaporti di cittadini desiderosi di viaggiare legalmente all'estero.
Ora il passaporto è l'unico documento necessario per lasciare il paese oltre a un visto del paese di destinazione. In precedenza il costo di un passaporto, del permesso di uscita e documenti associati arrivava a circa 300 dollari, 15 volte il salario medio mensile stato.